# 2박 3일 (1974년 영화)
"2박 3일"은 한국에서 제작된 이상언 감독의 1974년 영화이다. 하명중 등이 주연으로 출연하였고 주동진 등이 제작에 참여하였다.

## 출연

### 주연
- 하명중
- 윤연경
- 이낙훈

### 조연
- 방희
- 성진아
- 강효실
- 송미남
- 신성희
- 김애경
- 임성포
- 추봉
- 이정화
- 김기종
- 김승남
- 박예숙

## 기타
- 조명: 손영철
- 음향효과: 최형래